# Atacul din Belgorod
Grupările „Legiunea Libertății Rusiei⁠(en)[traduceți]” și „Corpul de voluntari ruși⁠(en)[traduceți]” au pătruns în regiunea Belgorod în apropiere de orășelul Graivoron⁠(en)[traduceți].
Pe 24 mai, guvernatorul Gladkov a a declarat că luptele s-au încheiat deoarece forțele antiguvernamentale nu mai erau prezente în regiune. de asemenea. Serghei Șoigu a  a reiterat afirmația guvernului rus că 70 de „sabotori” au fost uciși. și mai multe vehicule blindate distruse sau capturate.